# Blow (film)
Blow è un film del 2001 diretto da Ted Demme. La storia è basata su un romanzo di Bruce Porter su George Jung, un trafficante di droga legato al cartello di Medellín, attivo negli anni settanta e ottanta.

## Trama
La storia è raccontata dallo stesso George Jung attraverso un'immagine, che comincia negli anni '50, quando il protagonista era solo un bambino. Nato e cresciuto nel Massachusetts da una famiglia del ceto medio, George trascorre il tempo in compagnia del suo migliore amico, Tonno, e ammira molto suo padre Fred, caposquadra di un'impresa di termoidraulica, tanto da supplicarlo di portarlo al lavoro con lui, ogni tanto. In famiglia i problemi non mancano: il padre, pur lavorando sodo e onestamente, non riesce a guadagnare abbastanza per riuscire a garantire lo stile di vita desiderato dalla madre; quest'ultima spesso abbandona la casa, per poi riconciliarsi ogni volta con il marito. Negli anni successivi, nonostante l'impegno e i numerosi sforzi fatti dal padre per guadagnare di più, la banca gli rifiuta i prestiti, lui è costretto a dichiarare bancarotta e a chiudere la sua impresa. Anche se il padre lo rassicura e gli dice di non scoraggiarsi nei brutti momenti, George è già deciso a non condurre la vita onesta ma povera di suo padre.
Nell'estate del 1968, George, ormai adulto, si trasferisce dal Massachusetts in California, assieme all'amico Tonno. Qui fa subito conoscenza con numerose ragazze, che lavorano quasi tutte come hostess per le compagnie aeree; tra di loro c'è Barbara, di cui presto si innamora e con la quale fuma i suoi primi spinelli. Per racimolare qualche soldo e pagare l'affitto del loro appartamento, Tonno propone a George di vendere della marijuana scadente a basso costo. Barbara ha però un'idea migliore e li porta da un suo amico, Derek Foreal, che dietro la sua attività di parrucchiere nasconde un piccolo traffico di marijuana. Convinto da Barbara, Derek diventa il fornitore di George e Tonno. Nel periodo d'oro degli hippies, i due ragazzi iniziano a spacciare droga lungo Manhattan Beach e fanno un sacco di soldi, incontrando sempre più persone e diventando famosi nella California del sud, tanto che Jung comincia a essere chiamato amichevolmente "Boston George", soprannome che gli resterà per tutta la vita.
Qualche tempo dopo George riceve la visita di Kevin Dulli, un vecchio amico. Quest'ultimo, dopo aver provato la droga spacciata da George e Tonno, dice che con roba di qualità potrebbero guadagnare ancora di più vendendola sull'East Coast, di fronte alle università e nei luoghi pubblici. Così George informa Derek della cosa e gli chiede di mettersi ufficialmente in società con lui, diventando il loro fornitore a tempo pieno. Dopo una certa riluttanza, George, Tonno, Barbara, Kevin e Derek si mettono d'accordo e iniziano il traffico. Per trasportare la droga dalla California all'East Coast, George si serve dei bagagli personali di Barbara, che essendo hostess non è soggetta ai controlli dell'aeroporto; poi la merce viene ritirata da Kevin, che la vende. Grazie all'abilità di Kevin e George, lo spaccio frutta molte migliaia di dollari, ma in breve la richiesta aumenta e le scorte di droga fornite da Derek non bastano a coprire i bisogni della clientela, ormai estesa a molti stati dell'U.S.A. Per risolvere la situazione, George decide di andare in Messico, a cercare un vero fornitore di marijuana.
Il gruppo si ritrova così a Puerto Vallarta, nel 1969. Dopo una serie di infruttuosi tentativi, George riesce a trovare un coltivatore di marijuana e promette di portargli 50.000 dollari, purché riservi a lui gran parte della produzione. Il quantitativo di merce è tale che Kevin e George sono costretti a rubare un aeroplano per trasportare tutta la droga negli Stati Uniti. Gli affari vanno subito bene, il commercio si estende e nel 1970 il gruppo di George riesce a permettersi una villa con piscina ad Acapulco. George fa conoscere la sua fidanzata ai genitori, ma durante la cena Barbara si sente male e perde sangue dal naso. Il periodo felice finisce di colpo: nel 1972 George viene arrestato per possesso di 330 chili di marijuana e, all'uscita dal tribunale scopre che Barbara è malata di cancro. Non si presenta al processo per occuparsi della fidanzata e diventa quindi un latitante. In seguito, la morte di Barbara provoca una rottura del gruppo, così George perde tutti i suoi amici. Rimasto solo, George fa ritorno a casa dei genitori: la madre Ermine, che ha saputo dell'arresto e del traffico di droga, è molto intristita e amareggiata dal comportamento del figlio; il padre invece lo accoglie calorosamente e gli offre il suo appoggio, nonostante sia anche lui molto preoccupato. Ma la madre avverte la polizia della presenza del figlio in casa sua, perché vuole che lui regoli i conti con la giustizia.
George viene detenuto nel carcere di Danbury, dove il suo unico pensiero è cercare di uscire il prima possibile. Il suo compagno di cella, Diego Delgado, che è in carcere per furto d'auto, tenta subito di socializzare. Lui tronca la discussione dicendo di essere dentro per omicidio e di voler essere lasciato in pace. Per cercare di farsi ridurre la pena, George dà lezioni di cultura generale ai detenuti e, per interessarli di più, insegna loro come spacciare droga. È da qui che Diego scopre la verità su George: in realtà, anche Diego è uno spacciatore e ha un piccolo commercio nel Sud America; cerca quindi di convincere George ad allargare il suo traffico alla cocaina. Negli anni passati in prigione, Diego insegna a George tutti i segreti sullo spaccio di cocaina. Rilasciato nel 1976 per buona condotta, George viola la libertà vigilata e si reca subito a Cartagena, in Colombia, dove entra in società con Diego e organizza il traffico di cocaina: superata la diffidenza dell'arrogante Cesar Rosa, un altro noto spacciatore, sarà proprio George a viaggiare in aereo e a portare la droga oltre il confine, nascondendola nel doppiofondo delle valigie. Ben presto la richiesta di cocaina comincia a lievitare negli Stati Uniti, così si rende necessario un intero jet per trasportare la droga dalla Colombia. Così George presenta ai soci un pilota di sua conoscenza, Jack Stevens, che però vuole essere pagato il doppio di George e Diego.
Un giorno Diego chiede a George di andare a ritirare per lui 50 chili di cocaina, depositati presso un locale a Miami Beach. Non appena George si presenta, il proprietario lo minaccia dicendo che non vede Diego da settimane e che vuole i suoi soldi al più presto. Così George telefona a Diego intimandogli di risolvere la faccenda, ma lui è bloccato in una prigione colombiana. George allora trova il modo di smerciare la cocaina: riprende i contatti con Derek Foreal e, dopo aver accertato che la droga è di alta qualità, comincia a piazzarla. In 36 ore George e Derek riescono a vendere tutti i 50 chili, così il debito con lo spacciatore di Miami Beach è saldato. Le capacità di George, però, non sono passate inosservate ai vertici dell'organizzazione colombiana che spaccia droga negli Stati Uniti. Nel 1977 George viene condotto con la forza a Medellin, dove oltre a rincontrare Diego viene presentato al boss dell'organizzazione, el machico Pablo Escobar. Quest'ultimo lo prende subito in simpatia perché vede che ha abilità, coraggio e senso dell'onore. Escobar è disposto a far diventare George un gringo, cioè un intermediario tra la Colombia e gli USA, e gli lascia carta bianca su come gestire il traffico.
Tra gli anni settanta e ottanta, periodo in cui era in pieno vigore il Cartello di Medellín, George e Diego diventano tra i più importanti spacciatori di droga d'America, dominando il mercato e guadagnando milioni e infine miliardi di dollari. George arriva a gestire un traffico di cocaina che abbraccia tutti gli Stati Uniti, da Hollywood alla East Coast. In questo periodo accumula le sue ingenti risorse economiche presso una banca panamense. George diventa uno degli uomini che introdusse la droga negli USA in modo esponenziale. Al matrimonio di Diego, George conosce Mirtha, di cui si innamora, ma che è fidanzata con l'odiato Cesar Rosa; per George, ormai diventato il protetto di Escobar, mandare a monte un matrimonio non è un problema. Alla fine sposa Mirtha e si stabilisce in una lussuosa casa. I genitori di George fanno spesso visita al figlio, ma il padre intuisce il motivo dell'improvvisa fortuna di George.
A questo punto arriva la caduta: Diego lo tradisce, accusandolo di essere stato l'artefice della sua ricchezza e non aver ricevuto nulla in cambio. Prima ruba a George la fiducia con il suo contatto in California, cioè Derek, anello fondamentale della catena del traffico sulla West Coast, poi compra un'isola da dove far partire gli aerei carichi di droga, usandola come base personale e tagliando completamente George fuori dal giro. Così lui si ritira dal traffico più grande della sua vita, poiché ormai ha accumulato abbastanza denaro da vivere nel lusso. Intanto la figlia di George e Mirtha, Kristina Sunshine Jung, viene al mondo. Al momento della nascita George ha un attacco cardiaco dovuto al suo eccesso di droga. Da quel momento decide di mettere la testa a posto e di disintossicarsi. Passano cinque anni, durante i quali George non ha più contatti con il giro e si occupa con amore della sua bambina, oltre a vedere spesso i suoi genitori. Per il suo 38º compleanno Mirtha organizza una grande festa in cui invita molti dei vecchi amici di George, tra cui anche Derek, il quale si scusa con lui per aver lasciato che Diego lo tradisse, essendo in seguito stato tradito anch'egli dall'ex socio di George. Quella sera, però, degli agenti dell'FBI e della DEA, travestiti da camerieri, irrompono nella casa e arrestano la maggior parte degli invitati. Accusano George per possesso di droga, anche se la poca cocaina acquistata da Mirtha era per uso personale. In realtà gli stavano addosso da molto tempo, aspettando che lui facesse anche il minimo passo falso. Per George, il dispiacere più grande è veder portare via sua figlia Kristina da un agente mentre lui è in manette.
Deciso a non presentarsi al suo processo, prima di lasciare la città George si reca dai suoi anziani genitori. Mentre la madre è furibonda perché il figlio è finito su tutti i giornali come criminale, il padre rimane fiducioso del fatto che lui potrà comunque cavarsela, e lo saluta con tristezza. Volendo portare la sua famiglia il più lontano possibile per evitare di essere rintracciato dalla polizia, George cerca di prelevare i risparmi accumulati in banca, ma scopre che il suo conto è stato espropriato dal governo panamense. Rimasta povera e latitante, nel 1987 la famiglia Jung si ritrova a vivere in una modesta casa a Liberty City, in Florida. Mirtha litiga spesso con George, che sta cercando disperatamente un lavoro. Questa tensione influisce negativamente su Kristina, che vede discutere i genitori per questioni di soldi ogni giorno, esattamente come George quand'era piccolo. Ma lui ama la sua bambina, al punto da prometterle di non vivere senza di lei. La situazione precipita: Mirtha, dopo una litigata furibonda, fa arrestare George mettendogli della cocaina nel portabagagli e ponendo fine alla sua copertura. George rimane in prigione fino al 1990.
Nel frattempo, Mirtha chiede il divorzio e l'affidamento della piccola Kristina. Quest'ultima, che adesso ha 8 anni, nutre molto rancore verso suo padre, cosa che lo fa intristire ancora di più. George, una volta uscito di prigione, cerca di rimettersi in sesto e soprattutto di ritrovare l'affetto della figlia, cosa che gli riesce solo parzialmente. Kristina, infatti, vede suo padre all'uscita da scuola ma non si fida completamente di lui; inoltre Mirtha lo accusa di non averle pagato mai gli alimenti. Una volta, durante un'amichevole chiacchierata con la figlia, scopre che le piacerebbe tanto andare in California. Intravedendo la possibilità di rifarsi una vita insieme alla figlia, George le promette che prima o poi la porterà in California con lui. George contatta ancora una volta i suoi vecchi amici del giro, tra cui Derek e Kevin Dulli, tentando un'ultima spedizione di cocaina, ma una volta scaricata la merce negli Stati Uniti, i compagni lo fanno arrestare per salvarsi dall'FBI. A questo punto George viene definitivamente condannato a 60 anni di reclusione nel carcere di Otsville. Questa è per lui una grave sconfitta, non tanto per essere stato incastrato ancora dai suoi amici, ma per aver tradito la promessa fatta alla figlia.
Poco tempo dopo il suo arresto, George viene a sapere che suo padre Fred, gravemente ammalato, è ormai prossimo alla morte. Vedendosi rifiutato ogni permesso, George incide un messaggio per lui, rinnovandogli la sua profonda stima e confessandogli di aver capito, dopo tanti anni, che i soldi non sono la felicità, cosa che Fred gli aveva detto quand'era bambino. La scena finale si svolge nell'Istituto federale di Otsville, dove si vede un George quasi sessantenne, dimesso e stanco, che saltuariamente ha delle visioni della figlia adulta che lo viene a trovare. Ammette in cuor suo di non aver condotto una bella vita e che ormai sente di aver solo "un brandello di cuore che mi tiene ancora in vita". Nel finale del film compaiono due scritte in bianco: la prima recita «George Jung sarà liberato dall'Otisville Federal Correctional Institute nel 2015», mentre la seconda frase dice «Kristina Sunshine Jung non ha ancora visitato suo padre». Alla fine del film appare una foto raffigurante il vero George Jung.

## Produzione
Blow è arrivato per la prima volta nelle sale italiane il 21 settembre 2001; la data di uscita originale è il 6 aprile 2001 (USA). Il film è stato in produzione per il periodo compreso fra febbraio e maggio 2000; le riprese sono state svolte in Canada, Messico e USA.
A proposito dell'atmosfera vissuta durante le riprese del film, Penélope Cruz ha dichiarato che quando si lavora con Johnny Depp bisogna stare attenti ai suoi scherzi. In particolare l'attore è solito usare una "fart machine", ovvero un aggeggio che riproduce i rumori delle flatulenze. Penelope ha aggiunto inoltre che lavorare con Johnny per lei è sempre un piacere perché è un tipo alla mano, generoso, divertente... uno dei più gentili e genuini che abbia mai conosciuto.
Pur non essendo stato un gran successo al botteghino, il film è stato apprezzato notevolmente dal grande pubblico.

## Colonna sonora
1. Can't You Hear Me Knocking - The Rolling Stones
2. Link Wray - Link Wray
3. Glad And Sorry - Faces
4. Strange Brew - Cream
5. Black Betty - Ram Jam
6. Blinded By The Light - Manfred Mann
7. Let's Boogaloo - Willie Rosario
8. Keep It Comin' Love - KC and the Sunshine Band
9. Yellow World - J Girls
10. That Smell - Lynyrd Skynyrd
11. All the Tired Horses - Bob Dylan
12. Can't You See - The Marshall Tucker Band
13. Push & Pull - Nikka Costa